# 다두커우구

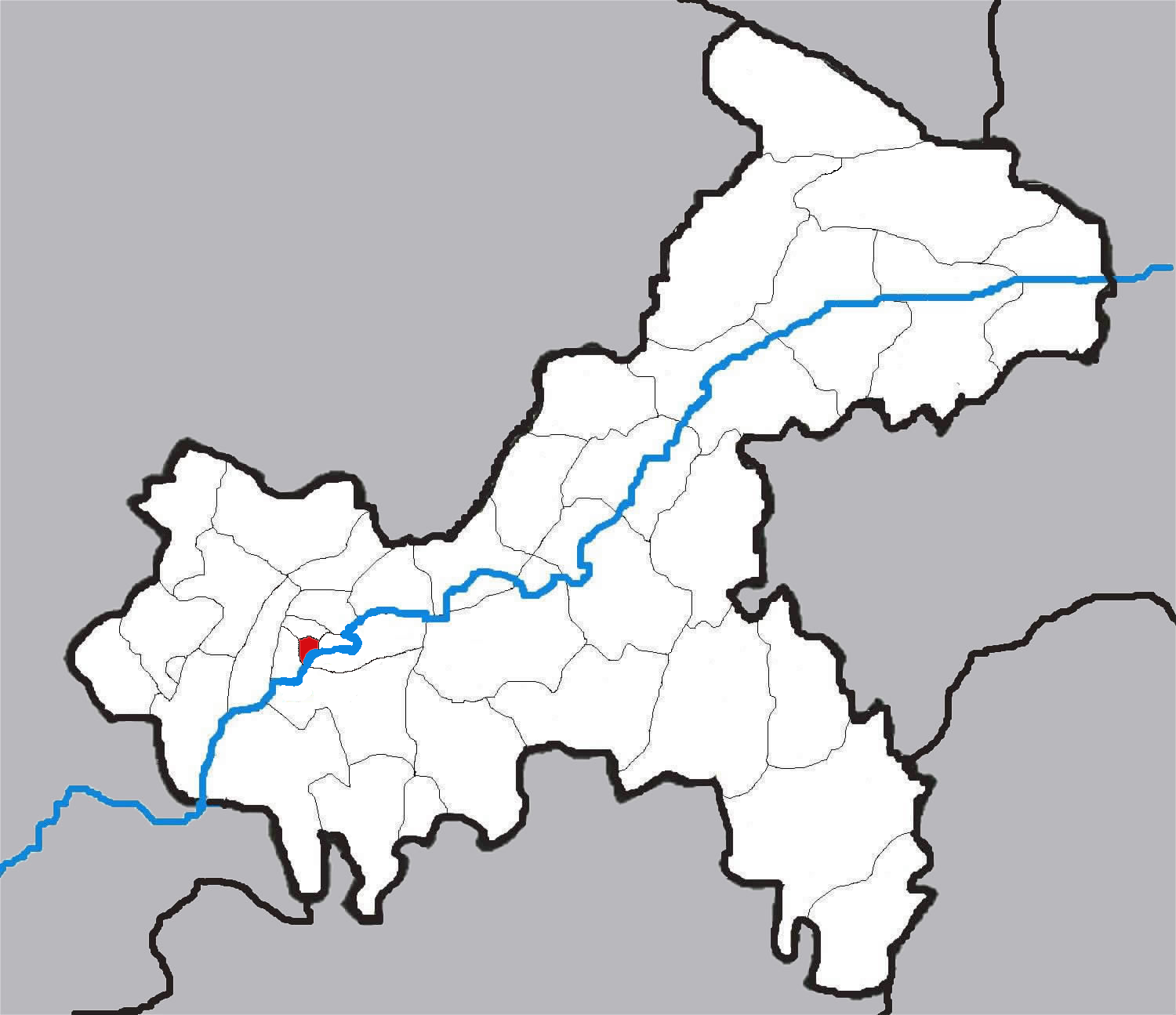
다두커우 구의 위치

다두커우구(대도구구, 중국어: 大渡口区, 병음: Dàdùkǒu Qū)는 중화인민공화국 충칭시의 행정구역이다. 넓이는 103km2이고, 인구는 2007년 기준으로 220,000명이다.

## 기후
연평균 기온은 17.6°C이고 연평균 강수량은 1180mm이다.

## 행정 구역
5개 가도, 3개 진을 관할한다.
- 가도：新山村街道、跃进村街道、九宫庙街道、茄子溪街道、春晖路街道。
- 진 : 八桥镇、建胜镇、跳磴镇。